# إللي اليكسيو
اللي اليكسيو (باليونانية: Έλλη Αλεξίου) (1894م-1988م) مؤلفة وكاتبة مسرحية وصحفية يونانية.
ولدت اليكسيو في هيراكليون، بجزيرة كريت. كانت تدرس اللغة الفرنسية في المدرسة الثانوية، كما كانت كانت ناشطة سياسيا، وانضمت إلى «الحزب الشيوعي» في عام 1928، وعملت مع حركة مقاومة «جبهة التحرير الوطني» خلال الحرب العالمية الثانية.
بعد الحرب تلقت منحة من الحكومة الفرنسية ودرست في باريس. وقد تم تجريدها من الجنسية اليونانية في عام 1950.
قامت اليكسيو بكتابة القصص القصيرة والروايات وعملت كمدرسة في إحدى المدارس. وكانت أختهاغلاطة زوجة للروائي نيكوس كازانتزاكيس.

## أعمالها
- مدرسة كريستيان للفتيات الثالثة: عام 1934
- لومبين (باليونانية: Λούμπεν): عام 1940
- روافد: عام 1956
- عازمة على عظمة: عام 1966
- المهيمنة: عام 1972
- هدم القصور: عام 1977

## روابط خارجية
- إللي اليكسيو على موقع IMDb (الإنجليزية)